# Comuna Borovîci, Manevîci
Borovîci (în ucraineană Боровичі) este o comună în raionul Manevîci, regiunea Volînia, Ucraina, formată din satele Borovîci (reședința) și Hruzeatîn.

## Demografie
Componența lingvistică a satului Borovîci
     Ucraineană (99,61%)
     Alte limbi (0,39%)
Conform recensământului din 2001, majoritatea populației satului Borovîci era vorbitoare de ucraineană (99,61%), existând în minoritate și vorbitori de alte limbi.